# Binturong
Binturong (Arctictis binturong) är den största arten i familjen viverrider. Djuret är den enda arten i släktet Arctictis. Binturong kallas även Björnmård och Björnkatt, vilket kan orsaka förväxlingar med kattbjörn (röd panda). Ordet Binturong är av indonesiskt eller malajiskt ursprung och uttalas med betoning på den andra stavelsen ("bin-TU-rong").

## Utseende
En binturong kan bli nästan en meter lång och har en svans på nästan samma längd. Kroppslängden (huvud och bål) varierar mellan 61 och 96,5 cm, svanslängden mellan 56 och 89 cm och vikten vanligen mellan 9 och 14 kg. Enstaka individer kan bli 19 kg tunga. Den långa rufsiga pälsen bildas av svarta hår som ofta har gråa (på bålen) eller vita respektive ljusbruna (på huvudet) spetsar. Även morrhåren och öronens kanter har en vit färg.

## Utbredning och habitat
Binturongens utbredningsområde är Sydostasien. Den förekommer från Bhutan, nordöstra Indien och sydöstra Kina över det sydostasiatiska fastlandet och Malackahalvön till Borneo, Palawan (Filippinerna), Sumatra och västra Java. Arten hittas även på några mindre öar i regionen. Habitatet utgörs främst av skogar och ibland besöks landskap där mindre skogar och gräsmarker bildar en mosaik.

## Ekologi
Djuret lever i skogen och tar sig fram i träden med hjälp av sina vassa klor och sin gripsvans. Den sover på dagen och jagar på natten, med hjälp av sin goda mörkersyn. Binturongen jagar i träd, på marken och även i floder efter fisk. På marken har den en ganska klumpig gång, ungefär som en björn. Ibland kallas binturongen för ”björnkatt” på grund av sättet den rör sig på. I vattnet liknar dess beteende mera utterns. Den äter blad, frukt, fåglar, fiskar och små däggdjur.
Binturongen lever i upp till 18 år, något längre i fångenskap. Den är vare sig vanlig eller utrotningshotad. Den är vanlig i fångenskap där den förökar sig bra. Binturongen är lätt att tämja och beter sig ungefär som en hund, så ibland hålls den även som sällskapsdjur. De är också akrobater och kan göra volter och landa på ryggen. De kan även hänga i grenar bara genom att hålla sig fast i svansen.
Hanen blir könsmogen efter 28 månader och honan efter 30 månader. De parar sig i perioderna mars–april och oktober–november. Honan är dräktig i 90–92 dagar. Hon får 2–3 ungar. Ungarna är blinda i cirka 10 dagar. De blir fullvuxna efter ett år. Binturongen lever oftast i småfamiljsgrupper, en hane, en hona och deras senaste ungar. Binturongerna är väldigt lekfulla och familjemedlemmarna småbråkar gärna med varandra.

## Binturongen och människor
Arten jagas för pälsens och för köttets skull. Dessutom fångas flera ungar för att hållas som sällskapsdjur. Enligt djurskötare är de som en hund i temperamentet. Det största hotet mot binturongen är skogsavverkningar då jordbruksmark eller trafikanläggningar etableras. Dessutom kan intensivt skogsbruk påverka arten. IUCN uppskattar att hela beståndet minskade med 30 procent under de gångna 30 åren (räknat från 2008) och listar binturongen som sårbar (vulnerable).
Sedan 1989 listas arten av CITES i appendix II. Den är i Malaysia lagligt skyddad och Kinas nationella naturskyddsorganisation listar binturongen som akut hotad (Critically Endangered).
Finns att skåda på Parken Zoo i Eskilstuna.